# Wspólnota administracyjna Brackenheim
Wspólnota administracyjna Brackenheim – wspólnota administracyjna (niem. Vereinbarte Verwaltungsgemeinschaft) w Niemczech, w kraju związkowym Badenia-Wirtembergia, w rejencji Stuttgart, w regionie Heilbronn-Franken, w powiecie Heilbronn. Siedziba wspólnoty znajduje się w mieście Brackenheim, przewodniczącym jej jest Rolf Kieser.
Związek zrzesza jedno miasto i jedną gminę:
- Brackenheim, miasto, 15 240 mieszkańców, 45,74 km²
- Cleebronn, 2 740 mieszkańców, 17,09 km²